# Monstrilla hamatapex
Monstrilla hamatapex is een eenoogkreeftjessoort uit de familie van de Monstrillidae. De wetenschappelijke naam van de soort is voor het eerst geldig gepubliceerd in 1995 door Grygier & Ohtsuka.